# Pałac Burgallera w Rzeszowie
Pałac Burgallera (zwany czasem willą lub domem) – zabytkowy dom wraz z ogrodem znajdujący się u zbiegu ulic Zamkowej, 3 Maja oraz alei Lubomirskich. Budynek posiada status zabytku rejestrowego, wpisanego do ewidencji w latach 60. Obecnie mieści się tu siedziba Polskiego Radia Rzeszów.
Pałac ten jest przykładem nowego trendu w budownictwie, jaki miał miejsce w Rzeszowie po I rozbiorze Polski. Nowo przybyli z Austrii architekci czy budowniczy projektowali z reguły budynki 2-piętrowe, prawie zawsze murowane. Jednym z nich najprawdopodobniej był Burgaller. Z powodu niezachowanych do dziś akt miejskich o jego postaci nie wiadomo zbyt wiele. Wedle kronik parafialnych był on budowniczym. Dlatego też należy przypuszczać, że zaprojektował sam dla siebie dom w bardzo dogodnej lokalizacji. Na fragmentarycznym planie miasta (Ideal Plan des südlicher Theiles der Stadt) z 1828 roku posesja wraz z domem figuruje jako własność pani Burgallerowej i nosi nr 385. Dom powstał po parcelacji zamkowego ogrodu przy nowo powstałej ulicy. Wpisuje się on w nurt budowy tzw. "dworku pod blachą".
Budynek jest w swej formie prosty, wzniesiony na planie regularnego prostokąta. Charakteryzuje go zachowawcza skromność i dobre proporcje. Cechą charakterystyczną są staromodne sklepienia piwnic, analogiczne do tych występujących w rzeszowskich kamienicach w XVII wieku, które sugerują wcześniejszą metrykę budynku, badania jednak wykluczają taką możliwość. Willa przetrwała prawie wiek bez większych zmian, do czasu, gdy w 1910 T. Tekielski zaprojektował przewiązek do wybudowanej w 1902 roku kamienicy Towarzystwa Wzajemnych Ubezpieczeń. Generalny remont dom przeszedł w latach 80., natomiast zniszczoną przewiązkę zrekonstruowano w 2000 roku.